# Скупштина у Београду (март 1840)
Скупштина у Београду је одржана 5. марта 1840.

## Прва скупштина за прве владе Кнеза Михаила
Кнеза Милоша наследио је на престолу болесни и малолетни Кнез Милан, услед чега је образовано намесништво. Како је био и малолетан и болестан, Кнез Милан није уопште могао бити уведен у кнежевске дужности. Непун месец дана иза оставке Кнеза Милоша он је умро, a на престо је дошао Кнез Михаило Обреновић који је, такође, био малолетан и могао да влада тек пошто је за то добио инвеституру од Порте.
Уставобранитељи су, за то време, и преко Намеснаиштва и преко Савета развили пуну акцију да што више ограниче кнежевску власт. У тој својој акцији они су ое у главном држали турског устава из 1838, на чију су редакцију у току преговора у Цариграду много утицали. Да би могао примити дужност Кнез Михаило је отпутовао у Цариград, a по његовом повратку у Београд била је заказана народна скупштина за 5. март 1840.
Овој скупштини присуствовале су све народне старешине, окружни начелници, главнији кметови и важнији људи, који су у Београд дошли по позиву од стране власти. Скупштина, заједно са достојанственицима свих чинова, поздравила је долазак Кнеза Михаила на престо и саслушала читање султановог берата којим се Кнез Михаило уводи у кнежевска права. После тога одржана је свечана служба божија којој је ради малог простора у цркви могао да присуствује само један мањи број скупштинара. Одпративши новог Кнеза до двора, скупштина је завршила рад и разишла ce.
О свечаности која је одржана овом приликом службене новине донеле су опсежан извештај.
Карактеристично је напоменути да су, уз сву активност уставобранитеља, претежни део чланова ове скупштине сачињавале присталице династије Обреновића.